# Noyal-sous-Bazouges
 Noyal-sous-Bazouges  es una población y comuna francesa, situada en la región de Bretaña, departamento de Ille y Vilaine, en el distrito de Fougères y cantón de Antrain.

## Demografía
| 572 | 520 | 502 | 447 | 378 | 379 |
| Para los censos de 1962 a 1999 la población legal corresponde a la población sin duplicidades (Fuente: INSEE [Consultar]) |     |     |     |     |     |